# Matthew Hudson-Smith
Matthew Lloyd Hudson-Smith (Wolverhampton, 26 de octubre de 1994) es un deportista británico que compite en atletismo, especialista en las carreras de velocidad.
Participó en dos Juegos Olímpicos de Verano, obteniendo dos medallas en París 2024, plata en la prueba de 400 m y bronce en el relevo 4 × 400 m, y el octavo lugar en Río de Janeiro 2016, en los 400 m.
Ganó tres medallas en el Campeonato Mundial de Atletismo entre los años 2017 y 2023, y siete medallas en el Campeonato Europeo de Atletismo entre los años 2014 y 2022.

## Palmarés internacional
| Juegos Olímpicos   | Juegos Olímpicos         | Juegos Olímpicos  | Juegos Olímpicos |
| Año                | Lugar                    | Medalla           | Prueba           |
| ------------------ | ------------------------ | ----------------- | ---------------- |
| 2024               | París (Francia)          | Medalla de plata  | 400 m            |
| 2024               | París (Francia)          | Medalla de bronce | 4 × 400 m        |
| Campeonato Mundial |                          |                   |                  |
| Año                | Lugar                    | Medalla           | Prueba           |
| 2017               | Londres (Reino Unido)    | Medalla de bronce | 4 × 400 m        |
| 2022               | Eugene (Estados Unidos)  | Medalla de bronce | 400 m            |
| 2023               | Budapest (Hungría)       | Medalla de plata  | 400 m            |
| Campeonato Europeo |                          |                   |                  |
| Año                | Lugar                    | Medalla           | Prueba           |
| 2014               | Zúrich (Suiza)           | Medalla de oro    | 4 × 400 m        |
| 2014               | Zúrich (Suiza)           | Medalla de plata  | 400 m            |
| 2016               | Ámsterdam (Países Bajos) | Medalla de bronce | 4 × 400 m        |
| 2018               | Berlín (Alemania)        | Medalla de oro    | 400 m            |
| 2018               | Berlín (Alemania)        | Medalla de plata  | 4 × 400 m        |
| 2022               | Múnich (Alemania)        | Medalla de oro    | 400 m            |
| 2022               | Múnich (Alemania)        | Medalla de oro    | 4 × 400 m        |